# Religión en Austria

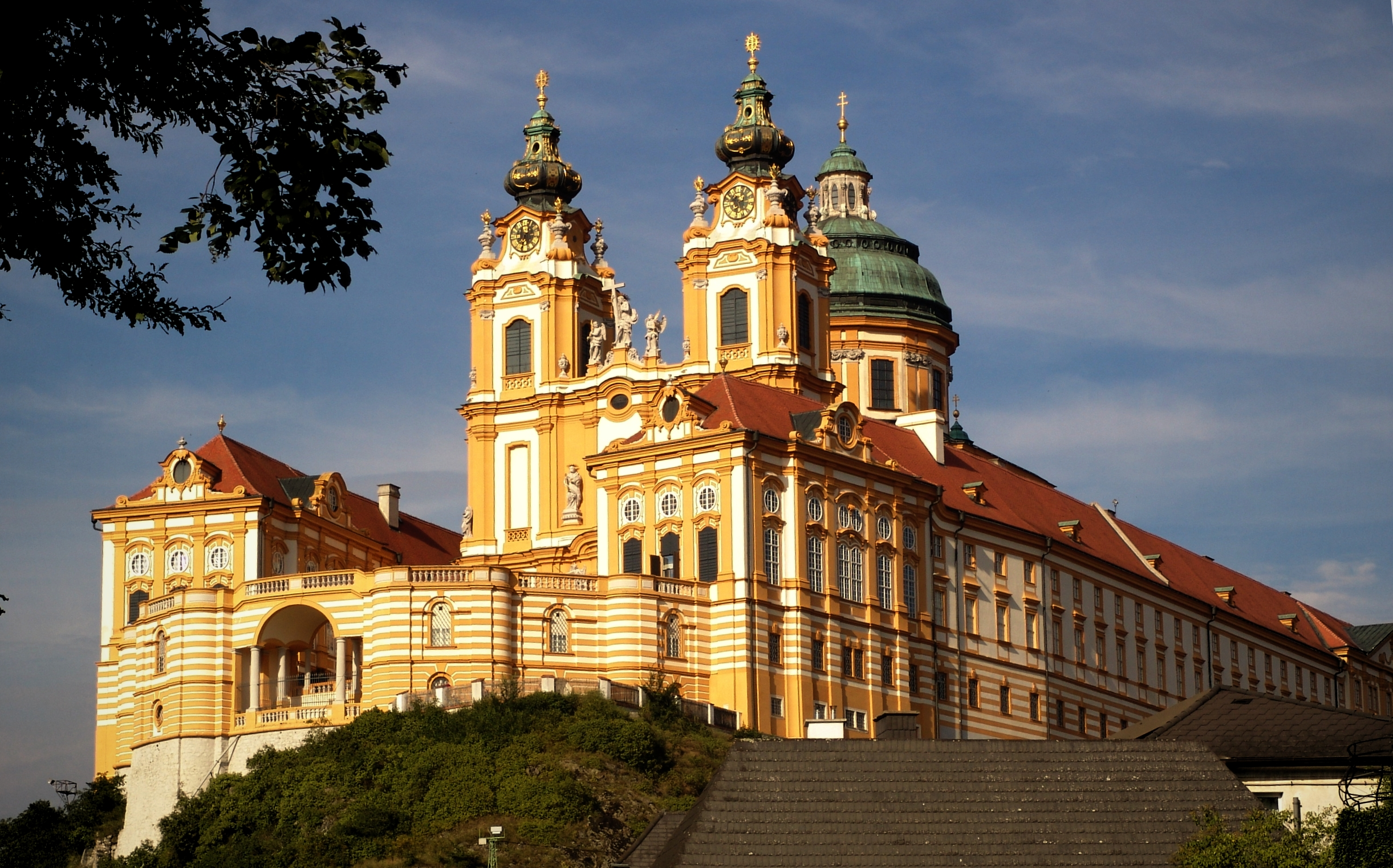
Abadía de Melk en Austria

En la religión de Austria la Iglesia católica es predominante. Según el censo de 2001, el 73,6% de la población se adhirió a esa denominación. En el año 2016, el número de católicos había disminuido a 58,8% de la población.
Existe además, un grupo más reducido de protestantes, en su mayoría luteranos, con un total del 4,7% de la población padula en 2001 y 3,4% en 2016. Desde el censo de 2001, ambos grupos han soportado caídas de popularidad, con un 14,5% en la iglesia católica y un 1,3% en la luterana. La principal denominación del luteranismo es la Iglesia Protestante de la Confesión de Augsburgo en Austria. 
Por el contrario, el número de musulmanes en Austria se ha incrementado en los últimos años, con el 4,2% de la población siendo musulmana en 2001 y hasta del 5% al 6,2% en 2010. También las iglesias ortodoxas han tenido un crecimiento, hasta el 6% de la población en 2010. Estas son las comunidades representadas por los inmigrantes recién llegados, especialmente de Turquía y de los Balcanes, además existen pequeñas comunidades de judíos, hindúes, sijs, budistas y otras religiones en Austria.

## Historia
Austria se vio muy beneficiada por la reforma protestante, hasta el punto en que gran parte de la población se convirtió a la religión. La posición prominente de la Casa de Habsburgo en la Contrarreforma, produjo que el protestantismo fuera casi aniquilado, restaurando el catolicismo como la religión predominante una vez más. La población judía significativa, en torno a los 200 mil en 1938, residía principalmente en Viena y fue reducida unos miles con la emigración masiva de 1938, con dos tercios de la población saliendo del país, a lo que luego se le agregó el Holocausto durante el período nazi. La inmigración de los últimos años, principalmente proveniente de Turquía y de la ex Yugoslavia ha dado lugar a un mayor número de musulmanes y cristianos ortodoxos serbios.
| Religiones en Austria |           |           |        |              |      |
| Año                   | Población | Católicos | %      | Protestantes | %    |
| 1951                  | 6.933.905 | 6.170.084 | 89,0 % | 429.493      | 6,2% |
| 1961                  | 7.073.807 | 6.295.075 | 89,0 % | 438.663      | 6,2% |
| 1971                  | 7.491.526 | 6.548.316 | 87,4 % | 447.070      | 6,0% |
| 1981                  | 7.555.338 | 6.372.645 | 84,3 % | 423.162      | 5,6% |
| 1991                  | 7.795.786 | 6.081.454 | 78,0 % | 388.709      | 5,0% |
| 2001                  | 8.032.926 | 5.915.421 | 73,6 % | 376.150      | 4,7% |
| 2011                  | 8.408.121 | 5.403.722 | 64,3 % | 319.752      | 3,8% |
| 2016                  | 8.773.686 | 5.162.622 | 58,8 % | 301.729      | 3,4% |